# Azyl P. i przyjaciele
Azyl P. i przyjaciele – album koncertowy zespołu Azyl P., wydany 22 września 2017 roku nakładem Polskiego Radia. Jest zapisem koncertu z okazji 35-lecia powstania zespołu, który odbył się w dniu 22 czerwca 2017 w Studio Polskiego Radia im. Agnieszki Osieckiej, przy udziale zaproszonych gości: Juana Carlosa Cano, Tomasza „Titusa” Pukackiego, Anny Brachaczek, Macieja Silskiego, Krzysztofa Jaryczewskiego i Marka Piekarczyka. Jest to 19. wydawnictwo z serii „Koncerty w Trójce”. Album zamyka premierowy, studyjny utwór „Co ja wiem”, nagrany w kwietniu 2017 w Studio S4.

## Lista utworów
Źródło:.
- Marek Wiernik – Zapowiedź – 3:36

1. „Chyba umieram” feat. Juan Carlos Cano – 5:23
2. „Dajcie mi azyl” feat. Juan Carlos Cano – 4:36
3. „Nic więcej mi nie trzeba” feat. Juan Carlos Cano – 4:33
4. „Twoje życie” feat. Tomasz „Titus” Pukacki – 5:52
5. „Och Lila” feat. Anna Brachaczek, Tomasz „Titus” Pukacki – 4:09
6. „Daj mi swój znak” feat. Anna Brachaczek – 5:09
7. „Już lecą” feat. Maciej Silski – 3:26
8. „Kara śmierci” feat. Maciej Silski – 4:10
9. „Praca i dom” feat. Maciej Silski – 4:30
10. „Buty czerwone” feat. Krzysztof Jaryczewski – 4:59
11. „Zwiędłe kwiaty” feat. Marek Piekarczyk – 5:34
12. „Och Alleluja!” feat. Marek Piekarczyk – 5:07
13. „Mała Maggie” feat. Anna Brachaczek – 4:35

bonus studio
1. „Co ja wiem” feat. Maciej Silski – 3:56

## Twórcy
Źródło:.
Azyl P.
- Bartosz Jończyk – gitara
- Piotr Zając – gitara
- Dariusz Grudzień – gitara basowa
- Marcin Grochowalski – perkusja